# День Патриотов
День Патриотов (день победы патриотов) ― государственный праздник Эфиопии, учреждённый 5 мая 1941 в честь изгнания патриотами и партизанами Эфиопии итальянских колонизаторов.

## Перед войной
В 1922 к власти в Италии приходит Бенито Муссолини, провозгласивший идеологию национального превосходства, что противоречило существованию независимой Эфиопии. Дуче также мечтал воссоздать Римскую Империю, покорив Средиземноморье и север Африки. Кроме того, итальянцы жаждали взять реванш за поражение в первой итало-эфиопской войне.

## Вторая итало-эфиопская война и партизанское сопротивление
3 октября 1935 года в 5 часов утра, без объявления войны, итальянская армия вторглась в Эфиопию. Спустя семь месяцев, 5 мая 1936 итальянская армия вступила в Аддис-Абебу, что означало поражение Эфиопии. На оккупированной территории Эфиопии развернулась партизанская война, которая продолжалась до 1941 года, когда 6 апреля 1941 года эфиопские отряды заняли Аддис-Абебу. 5 мая 1941 года в столицу вернулся император Хайле Селассие. С тех пор в Эфиопии отмечают День Патриотов.